# Präfektur Blitta

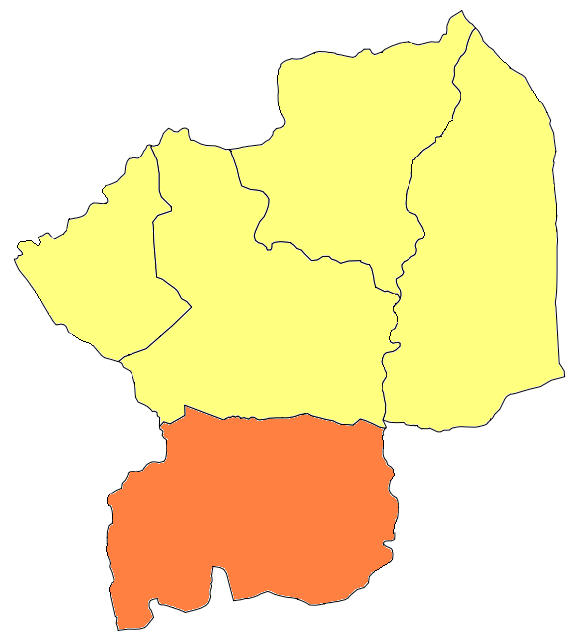
Lage der Präfektur Blitta innerhalb der Region Centrale.

Die Präfektur Blitta ist eine Präfektur in Togo mit 163.272 Einwohnern (Stand: 2022). Sie liegt in der Region Centrale und grenzt im Norden an die Präfektur Sotouboua der Region Centrale, im Osten an die Präfektur Est-Mono, im Südosten an die Präfektur Anié und im Süden an die Präfektur Akébou der Region Plateaux sowie im Westen an Ghana. Verwaltungssitz ist Blitta-Garé.
Die Präfektur geht auf einen 1947 eröffneten Verwaltungsposten zurück, der 1979 als Unterpräfektur ausgewiesen wurde. Im Jahr 1992 wurde Blitta zur Präfektur erhoben. Die Verwaltungseinheit ist in drei Kommunen mit insgesamt 21 Kantonen unterteilt:
- Blitta 1 mit den Kantonen Blitta-Garé, Blitta-Village, Doufouli, Pagala-Garé, Tchaloudè, Waragni und Yaloumbé.
- Blitta 2 mit den Kantonen Agbandi, Koffiti, Langabou und Tcharé-Baou.
- Blitta 3 mit den Kantonen Atchintsé, Diguengué, Dikpéléou, Katchenké, M’Poti, Pagala-Village, Tchifama, Tintchro, Welly und Yégué.